# Huiyuan
Huiyuan (ur. 344, zm. 18 sierpnia 416) (慧遠; kor. Hyewŏn; jap. Eon (えおん); wiet. Huệ Viễn) – wczesny buddysta chiński, propagator kultu buddy Amitābhy.

## Życiorys
Urodził się w Shanxi. Jego rodowym nazwiskiem było Jia. Otrzymał wykształcenie konfucjańskie jednak później zainteresował się taoizmem.

### Uczeń
W wieku 13 lat wykazał się już wysoką inteligencją. Wraz ze swoim wujem udał się w podróż związaną ze zdobywaniem wykształcenia i opanował klasykę konfucjańską i teksty taoistyczne.
Gdy miał około 20 lat zainteresował się z kolei buddyzmem. W wieku 21 lat usłyszał o wielkim nauczycielu buddyzmu Dao’anie i udał się na jego wykład. Kiedy usłyszał wyjaśnienia mistrza na temat filozofii Mahāprajñāpāramitā Sūtra zrozumiał powierzchowność nauk Konfucjusza i Laozi. Wiele lat później, już jako starszy człowiek, opisał ten okres w swoim życiu; gdy najpierw uważał klasykę konfucjańską za kwiat chińskiej myśli, a potem po zgłębieniu taoizmu zrozumiał, że wszystkie religie są czczym gadaniem i jak studia buddyjskie pokazały mu drogę do najgłębszych tajemnic.
Po spotkaniu z Dao’anem przyjął mnisią ordynację i poświęcił swoje życie studiowaniu pism buddyjskich. Po dłuższym okresie studiów zaczął nauczanie sutr Pradżni i kiedy słuchacze byli niezdolni do zrozumienia pewnych fragmentów, potrafił wykorzystać dla wyjaśnień znane Chińczykom pojęcia taoistyczne.
Gdy Dao’an w roku 365 przeniósł się do klasztoru Tanxi (檀溪寺) w Xiangyang w prowincji Hubei, Huiyan udał się tam razem z nim i pozostał ze swym nauczycielem do 378 r., gdy armie Fubeia zaatakowały miasto. Dao’an rozproszył wówczas swoich uczniów i był to ostatni raz kiedy Huiyuan widział swojego mistrza.
Początkowo zamierzał udać się daleko na południe do gór Luofou w prowincji Guangdong jednak po drodze zatrzymał się w rejonie Jingzhou na górze Lu w prow. Jiangxi i zachwycony pięknem okolicy postanowił w tym miejscu zostać. Okazało się, że przebywał tu już inny z uczniów Dao’ana – Huiyong, który postarał się u władz o zgodę na pobyt Huiyunana wraz z jego uczniami. Po wyrażeniu zgody zaczęto budować klasztor Donglin (東林寺 Wschodni Las). Budowę ukończono około 386 r. Huiyuan nie opuścił tego miejsca ani raz w ciągu następnych trzydziestu lat.

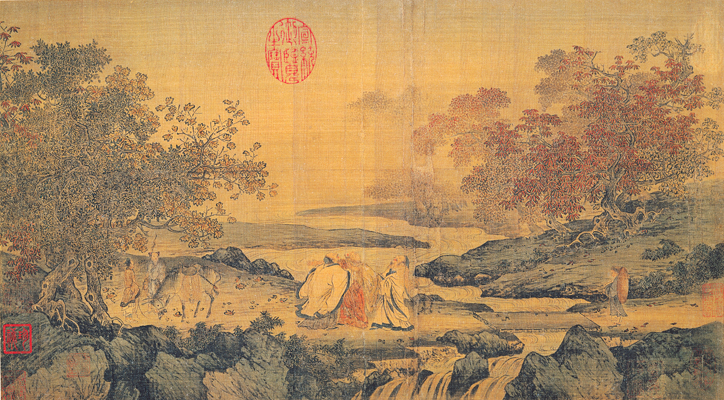
Trzej śmiejący się przy strumieniu Tygrysa. Obraz z epoki Song w stylu litang. Zobrazowanie tezy konfucjanizm, taoizm i buddyzm są jednym. Po lewej taoista Lu Xiujing, po prawej konfucjanista Dao Hongjing, a w środku buddysta Huiyuan.

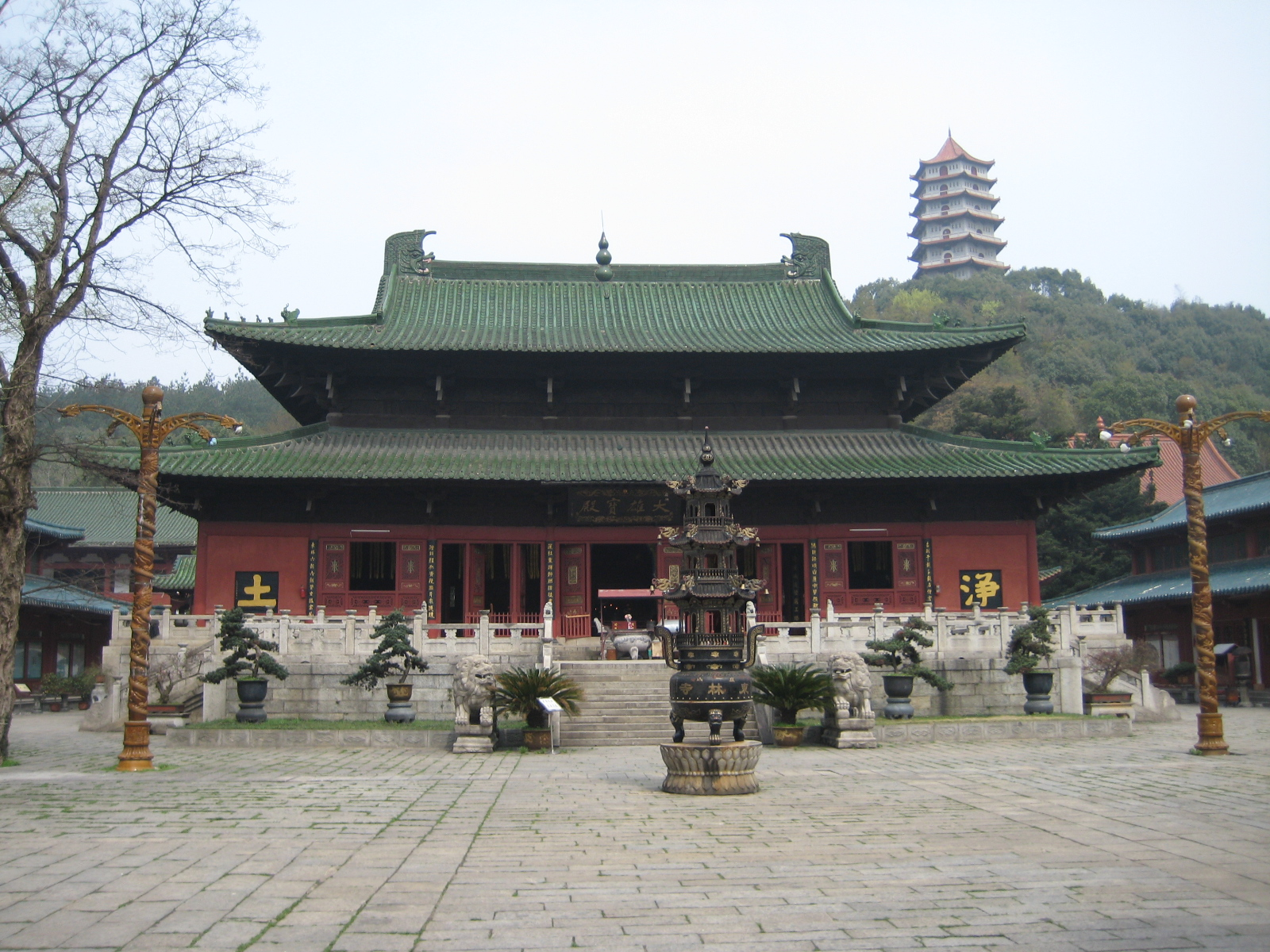
Klasztor Donglin

### Nauczyciel
Mimo tego sława o jego ośrodku buddyjskim rozeszła się wszędzie i do klasztoru przybywali mnisi, ludzie świeccy, intelektualiści, artyści itd. Cieszył się takim poważaniem, że bez problemu potrafił usunąć z klasztoru niepożądanych ludzi. Był w stanie także zwolnić mnichów z oddawania należnej czci władcy.
W 393 r. Huiyuan wysłał swego ucznia Zhi Falinga na zachód, w celu zgromadzenia tekstów buddyjskich. Po jakimś czasie Faling powrócił do Chin z ponad 200 tekstami, które zostały potzem przetłumaczone na j. chiński przez Kumaradżiwę i innych tłumaczy. W 398 r. rozpoczął długoletnią korespondencję z Huanxuanem, którą kontynuował aż do śmierci Huanxuana w 404 r. W 399 r. Huanxuan odwiedził Donglin si i był pod wielkim wrażeniem jego dyscypliny i duchowości
Jednym z najważniejszych mnichów z Kaszmiru przebywających wówczas w Chinach, był Sanghadewa, pierwszy, który tłumaczył literaturę sarwastiwady na język chiński. Po pobycie w Chang’anie a następnie w Luoyangu przybył na górę Lu, skąd przy pomocy Huiyuana i jego uczniów propagował nauki tej szkoły, która zaczęła się cieszyć w tym okresie dużym powodzeniem.
W 402 r. Huiyuan zgromadził grupę 123 buddystów przed posągiem buddy Amitābhy. Cała grupa (mnisi i ludzie świeccy) złożyła ślubowanie odrodzenia się w Zachodnim Raju (Sukhavati). Założyli także Stowarzyszenie Białego Lotosu (Bailianshe 白蓮社), choć fakt ten jest kwestionowany (Gdyby takie stowarzyszenie powstało, najpewniej szerzyłoby kult Amitabny, a żadne działania misyjne nie nastąpiły. Była to więc zapewne grupa mnichów-pustelników, dla których zainteresowanie Czystą Krainą było tylko ucieczką od świata). Prawdopodobnie Stowarzyszenie Białego Lotosu stanowiło pierwszą z tego typu religijnych organizacji łączących ludzi świeckich i duchownych, związanych z jakimś kultem lub szczególną praktyką. Lista członków Stowarzyszenia zawiera liczne nieścisłości. Wymienieni są np. mnisi Buddhayaśas i Buddhabhadra. Jednak Buddhayaśas przybył do Chin, do Chang’anu, dopiero w 408 r. i nigdy nie udał się na południe Chin. Buddhabhadra udał się wprawdzie na południe, ale dopiero w 410 lub 411 roku. Wymieniony Huichi opuścił górę Lu w 399 r. i przebywał w Syczuanie. Lu Xiujing odwiedził wprawdzie Lushan, ale dopiero po śmierci Huiyuana. Lu Xiujing zmarł w wieku 72 lat w roku 477, a więc urodził się w 405. Wymieniono także Que Gongzi, który od prawie 130 lat zapewne już nie żył. Z tych przyczyn należy uważać, iż żadne towarzystwo nie powstało. Również z tego powodu uważa się tradycyjnie Huiyuana za założyciela i pierwszego patriarchę Szkoły Czystej Krainy.
Od 404 r. nastąpił pokojowy okres pomiędzy północnym państwem Późniejszym Qin i Wschodnim Jin. Można się było udawać z południa do Chang’anu i z Chang’anu podróżować na południe.

### Kontakty z Kumaradżiwą

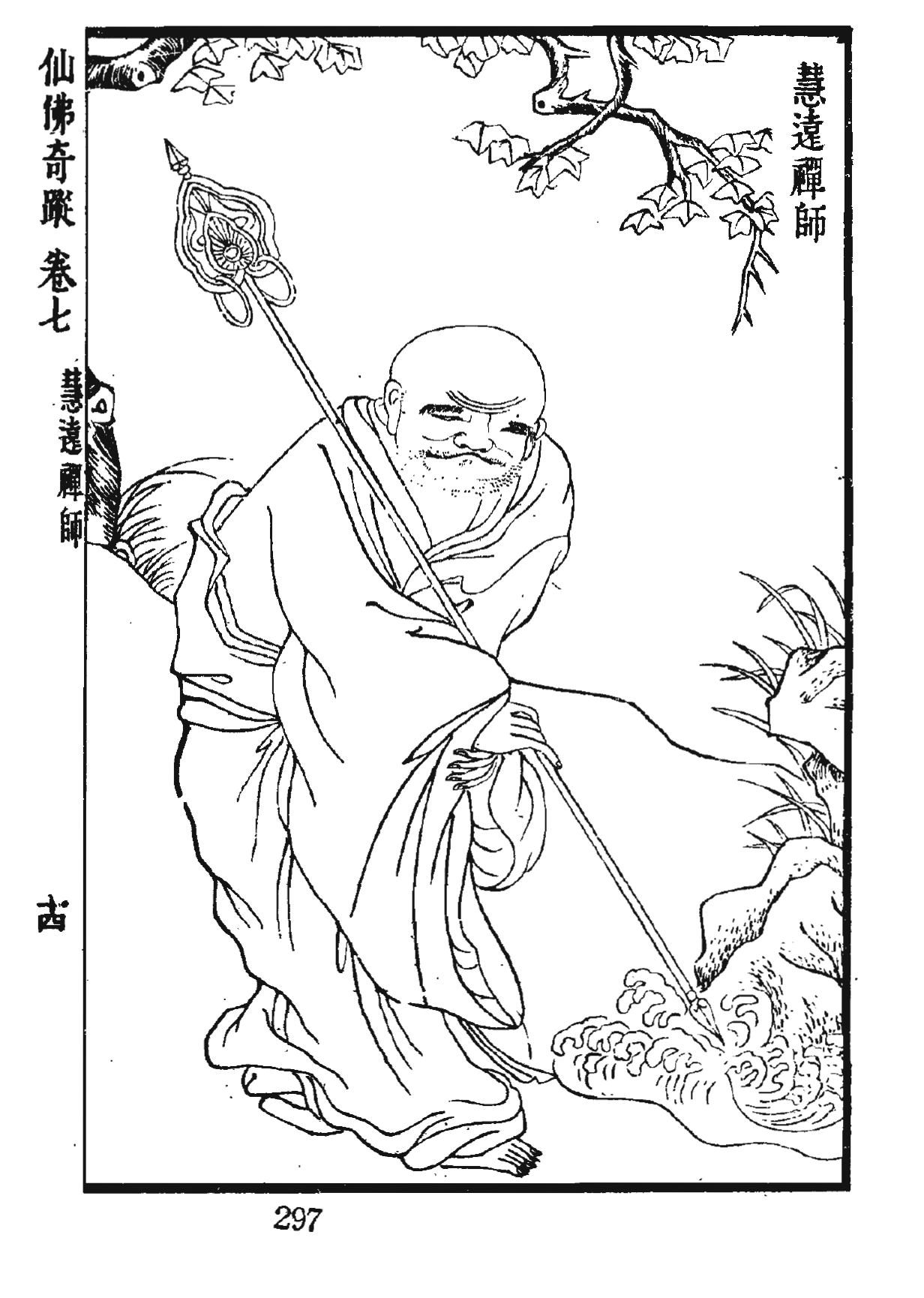
Huiyuan

Jednym z najważniejszych mnichów tego okresu w Chang’anie był Kumaradżiwa. Kiedy Huiyuan usłyszał jaką wspaniałą reputacją się cieszył, zainicjował z nim korespondencję. W jednym z listów Kumaradżiwa nazwał Huiyuana bodhisattwą-obrońcą Dharmy na wschodzie.
Gdy w jednym z listów Kumaradżiwa zwierzył się, iż pragnie powrócić na zachód, Huiyuan nie tylko zaczął go przekonywać do pozostania, ale w listach zaczął prosić także o objaśnianie najtrudniejszych pojęć związanych z dharmadhatu i naukami madhjamiki. Ponieważ był inteligentnym i wykształconym człowiekiem, był to prawdopodobnie wybieg Huiyuana, aby zająć Kumaradżiwę odpowiedziami na jego pytania i wątpliwości i zmusić do pozostania w Chinach. Zachowało się 18 listów wraz z odpowiedziami Kumaradżiwy. Zostały one opublikowane w Dacheng dayizhang (Rozdział o wielkim znaczeniu mahajany).
W 406 r. Huiyuan posłał dwóch swoich uczniów Daoshenga i Huiguana do Chang’anu. Daosheng wrócił na górę Lu w 408 r. przywożąc ze sobą kopię eseju Sengzhao Pradźnia nie ma wiedzy, który tak spodobał się Huiyuanowi, że został kolportowany w całej społeczności klasztoru.
Po swoim nauczycielu Dao’anie, Huiyuan odziedziczył zainteresowanie dhjaną (skt dhyāna) i propagował medytację na południu. W 408 r. do Chang’anu przybył Buddhabadra i po jakimś czasie został z miasta wypędzony. W 410 lub 411 r. Huiyuan przyjął go w swoim klasztorze i namówił go do dokonania tłumaczenia Dharmatrāta-dhyāna (T 618), do którego sam napisał wstęp. Dzięki tłumaczeniom dokonanym przez Buddhabhadrę, prace mistrza dhjany Buddhaseny, stały się dostępne w Chinach
Jednak głównym zainteresowaniem Huiyuana były sutry Pradżni. Była to era neotaoizmu i Huiyuan często posługiwał się terminami taoistycznymi, co widać w jego pismach. Chociaż zamierzał z buddyzmu uczynić całkowicie niezależną tradycję, ciągle nie mógł się oderwać od neotaoistycznych wyrażeń. Wierzył iż buddyjskie i niebuddyjskie nauki mogą być tak połączone w jeden system, że może to pomóc w głoszeniu Dharmy Buddy.
W swoim dziele Sanbao lun (Traktat o trzech nagrodach), wyjaśnia problem karmy, które to pojęcie było dla Chińczyków najczęściej niezrozumiałe i kontrowersyjne.
Zmarł na górze Lu w wieku 83 lat, przeżywszy zarówno Kumaradżiwę jak i Sengzhao

## Uczniowie
Miał około 100 uczniów. Między innymi byli to Sengji (僧濟), Tanheng (曇恆), Daobing (道昺), Fajing (法淨), Faling (法領), Daozu (道祖), Sengche (僧徹), Tanshun (曇順), Daowang (道汪), Fa’an (法安), Huiguan (慧觀), Huiyao (慧要), Huichi (慧持).
Miał także świeckich uczniów; byli nimi Liu Yimin (劉遺民), Zong Bing (宗炳), Zhou Xuzhi (周續之), Lei Cizong (雷次宗), Bi Yingzhi (畢穎之), Zhang Jishuo (張季碩).

## Spuścizna literacka
- Shamen bujing wangzhe (沙門不敬王者)
- Daxing lun (大性論)
- Tanfu lun (袒服論),
- Mingbao lun (明報論)
- Nianfo sanmei shijixu (念佛三昧詩集序)
- Sanbao lun (三報論; Traktat o trzech nagrodach)